# .204 Ruger
Die Patrone .204 Ruger ist eine relativ schnelle und präzise Büchsenpatrone. Als Basis diente die Hülse der .222 Remington Magnum.

## Bezeichnung
Im deutschen Nationalen Waffenregister (NWR) wird die Patrone unter Katalognummer 519 unter der Bezeichnung .204 Ruger (ohne Synonyme) geführt.

## Entwicklung
Entwickelt von Ruger und Hornady, wurde sie als Varmintpatrone im Jahr 2004 vorgestellt. Die .204 Ruger stammt von der Patrone .222 Remington Magnum ab, die eine Hülsenlänge von 47 mm aufweist. Die .204 Ruger hat die gleiche Hülsenlänge. Die Patrone ist mit folgenden Bezeichnungen bekannt: .204 RUGER / 5.1x47 / XCR 05 014 BGC 040.

## Jagdlicher Einsatz
Neben der Bejagung von Raubzeug und Präriehunden ist sie, sofern mit den schweren Geschossen versehen, auch für Füchse geeignet. Obwohl die Mindestenergie bei 100 Meter über 1000 Joule liegt, kann die Patrone in Deutschland mit Ausnahme des Rehwildes nicht zur Jagd auf Schalenwild genutzt werden, weil das Projektil einen geringen Durchmesser hat.

## Sportlicher Einsatz
Die Patrone wurde im sportlichen Einsatz bekannt. Aufgrund der hohen Präzision wurde sie gern für das Benchrestschießen verwendet. Sie wurde als „Patrone des Jahres“ mit dem „Academy of Excellence Award 2004“ ausgezeichnet.